# Одарич, Иван Лазаревич
Иван Лазаревич Одарич — советский хозяйственный и государственный деятель, Герой Социалистического Труда.

## Биография
Родился в 1914 году в селе Медведовка. Член КПСС.
Окончил Ртищевский зоотехнический техникум.
В 1933—1943 — зоотехник, старший зоотехник Чебулинского совхоза, начальник политотдела свиносовхоза «Буксир» Ояшинского района Новосибирской области.
Участник Великой Отечественной войны: курсант Харьковского танкового училища, заместитель командира батареи.
В 1946—1951 — старший зоотехник Чебулинского свиносовхоза.
В 1951—1955 — зоотехник Черепановского свиносовхоза.
В 1955—1964 — директор совхоза «Майский» Черепановского района Новосибирской области.
В 1964—1975 — директор совхоза «Искра» Черепановского района Новосибирской области.
Указом Президиума Верховного Совета СССР от 22 марта 1966 года присвоено звание Героя Социалистического Труда с вручением ордена Ленина и золотой медали «Серп и Молот».
Делегат XXII съезда КПСС.
Заслуженный зоотехник РСФСР.
Умер в 1979 году в поселке Искра.

## Награды и звания
- Герой Социалистического Труда (22.03.1966)
- Орден Ленина (22.03.1966)
- Орден Октябрьской Революции (08.04.1971)
- Орден Трудового Красного Знамени (11.01.1957)